# アナスタシア (映画)
『アナスタシア』（Anastasia）は、1997年のアメリカ合衆国のアニメ映画。監督はドン・ブルースとゲイリー・ゴールドマン、声の出演はメグ・ライアンとジョン・キューザックなど。1956年の映画『追想』のリメイクであり、20世紀フォックスが初めて製作したアニメ作品である。また日本では、2020年10月16日にDisney+として配信され、松岡裕紀がウォルト・ディズニー・カンパニー（ウォルト・ディズニー・スタジオ）の傘下による20世紀スタジオ作品の吹替演出を担当するのはこれが初めてである。アンナ・アンダーソンが実は17歳で殺害されたはずのロシア皇帝ニコライ2世の末娘アナスタシア皇女では無いかという20世紀で最も有名な謎の一つ、アナスタシア伝説が元になっている。
第70回アカデミー賞主題歌賞と音楽賞にノミネートされた。

## ストーリー
ロマノフ朝のアナスタシア皇女は8歳。あるパーティーで彼女は、大好きな祖母である皇太后に子守唄のオルゴールになっている宝石箱と、宝石箱の鍵のペンダントを贈られる。ペンダントには“いつかパリで一緒に暮らそう”というメッセージが刻まれていた。
しかし、そのパーティーに邪悪な魔法使いラスプーチンが現れ、彼の呪いによってロシア革命が起こる。マリー皇太后と共に逃げるアナスタシアは逃げられなくなるが、召使の少年が壁の隠し扉から逃がしてくれる。だがアナスタシアは汽車から転落し、頭を打ち気絶。そのまま人混みに紛れ行方が分からなくなってしまう。
その後の彼女の消息は不明なまま10年が過ぎた。皇太后はアナスタシアを探し続けており、王女を連れて行けば皇太后から褒美がもらえるというニュースが全世界に広まった。それを信じた詐欺師ディミトリとウラジミールは偽のアナスタシアに仕立てた娘を渡すことで褒美をせしめようとする。街でオーディションを開くもいい娘は見つからず、二人は白旗を上げた。
その頃、過去の記憶を持たない孤児アーニャは孤児院を出る歳になり、家族との唯一の手がかりのペンダントに刻まれたパリに行こうとしていた。途中で出会った犬のプーカを連れ、駅に着き、パリまでの切符を買おうとしたが出国ビザがないので切符が買えない。老婆のアドバイスを受け、切符をくれるという「ディミトリ」に会うべくアーニャは城に入る。宮殿の空気にアーニャは何かを思い出しかけるが、全ての記憶を思い出すことはなかった。アーニャに会ったディミトリは彼女の境遇を聞き、お誂えだとして彼女を騙す形で旅に出ることにする。
一方、ロマノフ朝を滅ぼした張本人であるラスプーチンは地底のアジトに潜伏し、ロマノフ家最後の生き残りであるアナスタシアの命を狙っていた。ラスプーチンは配下のコウモリ・バルトークの話を聞き、アーニャこそがアナスタシアであると確信する。
道中は騒がしくも楽しく、ディミトリは屈託のないアーニャと過ごすうちに彼女に心惹かれていく。そして彼女を騙していることに罪の意識を覚え始めていた。
その頃皇太后は相次ぐ偽アナスタシアの登場にうんざりしていた。そして彼女は言った「もうアナスタシアと名乗る人とは会わない」と。
いよいよパリに着き、皇太后の侍女だったソフィーに面会したアーニャは、道中で叩き込まれた「アナスタシアの知識」をばっちり披露する。しかし最後の思いがけない質問にディミトリは焦燥する。それはディミトリが教えていないことだった。しかしアーニャは何故かそれにさえもしっかり答えられ、彼女の答えを聞いたディミトリはアーニャの正体に思い至る。

## キャスト
- アナスタシア皇女 / アーニャ - メグ・ライアン（歌：リズ・キャラウェイ） / 白木美貴子（歌：鈴木ほのか）（吹替）
- ディミトリ - ジョン・キューザック（歌：ジョナサン・ドクチツ） / 石川禅（吹替）
- ラスプーチン - クリストファー・ロイド（歌：ジム・カミングス） / 壤晴彦 （吹替）
- マリー皇太后 - アンジェラ・ランズベリー / 此島愛子（吹替）
- ウラジミール - ケルシー・グラマー / 石田圭祐（歌：佐山陽規）（吹替）
- バルトーク - ハンク・アザリア / 中尾隆聖（吹替）
- アナスタシア皇女（幼少期） - キルステン・ダンスト / 前田織里奈（吹替）
- ソフィー - バーナデット・ピータース / 高谷あゆみ（吹替）
- レイシー・シャベール

## ミュージカル
2017年3月のプレビュー公演を経て4月24日からブロードウェイで上演された。その後2019年3月までのロングラン上演となった。その他、2018年10月からスペイン公演、11月からのドイツ公演が行われ、ヨーロッパ、アジア、イギリス、オーストラリア、南米での世界ツアーが予定されている。
スタッフ
役者関連
脚本：テレンス・マクナリー
音楽：ステファン・フラハティ
作詞：リン・アレンス
振付：ペギー・ヒッキー
演出：ダルコ・トレスニャク
宝塚歌劇関連
潤色・演出：稲葉太地

### 日本での公演

#### 梅田芸術劇場
公演期間
2020年3月1日 - 3月28日、東京 東急シアターオーブ
2020年4月6日 - 4月18日、大阪 梅田芸術劇場 メインホール
キャスト
アーニャ（アナスタシア） - 葵わかな/木下晴香
ディミトリ - 海宝直人/相葉裕樹/内海啓貴
グレブ - 山本耕史/堂珍嘉邦/遠山裕介
ヴラド - 大澄賢也/石川禅
リリー - 朝海ひかる/マルシア/堀内敬子
マリア皇太后 - 麻実れい
リトルアナスタシア - 大村響叶/西光里咲/山田樺音

#### 宝塚歌劇団
公演期間
2020年11月7日 - 12月14日、兵庫 宝塚大劇場
2021年1月8日 - 2月21日、東京 東京宝塚劇場
※当初は2020年6月5日〜7月13日に宝塚大劇場で、同年7月31日〜8月30日まで東京宝塚劇場で上演予定だったが、新型コロナウイルスの影響により、公演日程を変更して上演。
主な配役
アーニャ（アナスタシア） - 星風まどか
ディミトリ - 真風涼帆
グレブ - 芹香斗亜
ヴラド - 桜木みなと
リリー - 和希そら
マリア皇太后 - 寿つかさ
リトルアナスタシア - 天彩峰里
アレクサンドラ皇后 - 美風舞良
マルファ - 花音舞
ポリーナ - 綾瀬あきな
イポリトフ伯爵 - 凛城きら
レオポルド伯爵 - 松風輝
ゴリンスキー - 美月悠
グレゴリー伯爵 - 星月梨旺
警官 - 春瀬央季
警官 - 七生眞希
ドーニャ - 瀬戸花まり
ミハイル - 秋音光
コンスタンチン/セルゲイ - 紫藤りゅう
闇商人 - 秋奈るい
闇商人 - 水香依千
イーゴリ - 留依蒔世
アレクセイ - 遥羽らら
グレゴリー伯爵夫人 - 小春乃さよ
闇商人 - 穂稀せり
ニコライ二世 - 瑠風輝
闇商人 - 若翔りつ
同志 - 希峰かなた
街の男 - 澄風なぎ
ロットバルト - 優希しおん
オリガ - 愛海ひかる
駅員 - 琥南まこと
サーヴィチ - 鷹翔千空
乗客の男 - 真名瀬みら
タチアナ - 水音志保
駅員 - 惟吹優羽
マリア/オデット - 潤花
ジークフリート - 亜音有星
出演者
寿つかさ、美風舞良、花音舞、綾瀬あきな、真風涼帆、凛城きら、松風輝、芹香斗亜、美月悠、星月梨旺、春瀬央季、桜木みなと、七生眞希、和希そら、瀬戸花まり、秋音光、紫藤りゅう、里咲しぐれ、秋奈るい、花菱りず、水香依千、留依蒔世、遥羽らら、小春乃さよ、穂稀せり、瑠風輝、若翔りつ、希峰かなた、澄風なぎ、星風まどか、優希しおん、天彩峰里、愛海ひかる、琥南まこと、鷹翔千空、湖々さくら、真名瀬みら、水音志保、惟吹優羽、雪輝れんや、花城さあや、花宮沙羅、潤花、湖風珀、春乃さくら、風色日向、凰海るの、夢風咲也花、輝ゆう、亜音有星、有愛きい、栞菜ひまり、彩妃花、琉稀みうさ、碧咲伊織、朝木陽彩、真白悠希、梓唯央、嵐之真、楓姫るる、舞こころ、陽彩風華、愛未サラ、山吹ひばり、大路りせ、美星帆那、泉堂成、葵裕稀、聖叶亜、明希翔せい